# Jacqueline de Durand-Forest
Jacqueline de Durand-Forest, née le 26 novembre 1930, est une mésoaméricaniste française.

## Publications
- Pratiques religieuses et divinatoires des Aztèques, Les Belles Lettres, 2020, 384 p.
- Les Aztèques, Les Belles Lettres, 2008, 268 p.
- L'Histoire de la vallée de Mexico selon Chimalpahin Quauhtlehuanitzin du XIe au XVIe siècle, L'Harmattan, 1987. Texte nahuatl et trad. fr.
- Mille ans de civilisation mésoaméricaine, L'Harmattan, 1995.
- Huehuehtlahtolli. Recueil de textes préhispaniques de tradition orale (époque toltèque, X-XIIe s.), qui sont essentiellement des exhortations et conseils que les parents aztèques adressaient à leurs enfants et les maîtres à leurs vassaux. Dans la transcription les noms de dieux aztèques ont été christianisés. - Connu par : une version abrégée en espagnol, préparée et remise à Philippe II, vers 1570, par Alonso de Zorita sous le titre : "Breve y sumaria relación de los señores de la Nueva España" ; par une version complète en nahuatl.
- "Nagualisme et chamanisme", Verhandlungen des 38 Internationales Amerikanistenkongress, vol. 2, août 1968, p. 339-345.